# Lista över menyer på Nobelbanketten

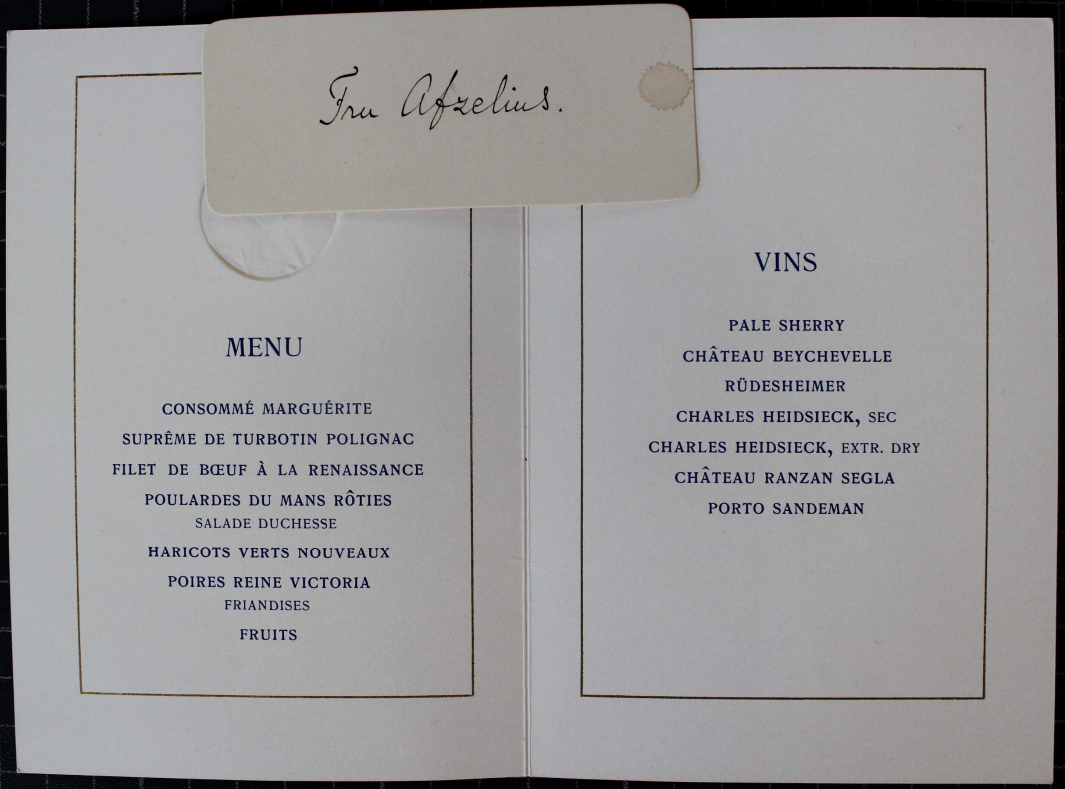
Menyn från Nobelbanketten 1909.

Sedan det första nobelpriset delades ut 1901 har prisutdelningen följts av en bankett känd som Nobelbanketten. Vid den första banketten 1901 deltog 113 personer men antalet ökade i takt med att priset anseende ökade och 2011 var det omkring 1 300 gäster som deltog. Banketten har hållits varje år med undantag för åren kring första och andra världskriget, 1907 då Oscar II hade avlidit, 1924 då inga av nobelpristagarna kunde närvara samt 2020 och 2021 på grund av coronavirusutbrottet.
De första menyerna inleddes med kalla förrätter (hors-d'œuvres) som följdes av en consommé och därefter varmrätter med fisk, fågel och kött. Menyerna avslutades med glass och frukt. Sedan andra världskriget har menyn med enstaka undantag bestått av tre rätter. Med tiden har det blivit viktigt att hålla fram svenska smaker vilket brukar vara särskilt tydligt i desserten, där svenska bär och frukter har en bärande roll.

## Menyerna 1901–1909
De första menyerna inleddes med kalla förrätter (hors-d'œuvres) som följdes av en consommé och därefter varmrätter med fågel och kött. Menyerna avslutades med glass och frukt. Slätvar och sjötunga förekom flera gånger som fiskrätt. Kostnaden för den första menyn var 15 kronor per person.

### 1901
- Hors-d'œuvre
- Slätvarsfilé à la normande
- Oxfilé à l'impériale
- Stekta järpbröst med Estrée-sallad
- "Succès Grand Hôtel", bakelse

Viner
- Niersteiner 1897
- Château Abbé Gorsse 1881
- Champagne Crème de Bouzy Doux et Extra Dry
- Xérèz[3]

### 1902
- Hors-d'œuvre
- Consommé i kopp
- Hummer à la Vanderbilt
- Tournedos à la mode
- Stekt rapphöna med Alger-sallad
- Succès de glace à la Grand Hôtel, bakelse
- Frukt

Viner
- Golden Sherry
- Château Lanessan
- Johannisberger
- G.H. Mumm Crémant, Desbordes Brut
- Porto Sandeman[4]

### 1903
- Hors-d'œuvre
- Potage tortue clair[5] (sköldpaddssoppa) i kopp
- Slätvarsfilé à l'amiral
- Chaud-froid de gelinotte (Kall järpe[6]) à la Lucullus
- Kyckling de Hambourg
- Alger-sallad
- Glace royal, bakelse
- Frukt

Viner
- Golden Sherry
- Grand Vin Clos la Garde
- Hochheimer
- Duminy, Sec
- G.H. Mumm Crémant
- Porto Sandeman[7]

### 1904
- Hors-d'œuvre
- Consommé med pastejer
- Sjötungsfilé à la Duroc
- Kall kyckling à la Jeanette
- Stekt fasan med sallad
- Glace à la Grand Hotel

### 1905
- Hors-d'œuvre
- Hönsconsommé med sparris
- Sjötungsfilé à la Gentil homme
- Lammsadel med sparris och tryffel
- Kall rapphöna med sallad och kronärtskockor
- Glassbomb

### 1906
- Hors-d'œuvre
- Falsk sköldpaddssoppa
- Gösfilé med griljerade tomater och färska champinjoner
- Kyckling med ärtor, morötter och bacon
- Kall vaktel med tryffel och sparris
- Glassbomb

### 1907
Ingen bankett ägde rum eftersom Oscar II avlidit den 8 december.

### 1908
- Hors-d'œuvre
- Consommé med blomkål och haricots verts
- Sjötungsfilé med sparris, tryffel och tomattärningar
- Lammsadel med Choronsås
- Stekt fasan med kronärtskockor och sallad
- Glace à la Victoria

### 1909
- Hönsconsommé med frikadeller och tryffel
- Piggvarsfilé Polignac
- Oxfilé med kronärtskocksbotten, blomkål Hollandaise
- Stekt kyckling med Romansallat
- Färska haricots verts
- Päron à la drottning Victoria

## Menyerna 1910–1919
De inledande hors-d'œuvre togs bort 1908 och menyerna inleddes nu med en consommé och hade minskat till fem rätter. Consommén följdes av en kall fiskrätt följt av fågel och kötträtter.

### 1910
- Hönsconsommé med kalvfrikadeller
- Sjötungsfiléer med hummer och hummersås
- Rimmad lammsadel med Madeirasås
- Kall stekt järpe med gåsleverpuré och tryffel
- Grön sparris med jungfruvinägrett
- Glassbomb Nabob

### 1911
- Consommé
- Piggvar med hummer och tryffel i hummersås
- Kall kyckling med sallad
- Vaktel med kronärtskocksduchesse
- Charlotte à la Râchel

### 1912
- Consommé
- Slätvar med tryffel och champinjoner i vitvinssås
- Lammsadel med bearnaisesås
- Kyckling med mousselinesås, sparrisknoppar och tryffel
- Glassparfait à la Nobel samt praliner

### 1913
- Consommé
- Piggvar à la Walewska
- Kyckling med haricots verts och oxmärg
- Vaktel med kronärtskocksbottnar
- Pralinparfait

### 1914–1919
Inga banketter ägde rum på grund av det pågående första världskriget. Pengarna som var avsedda för banketten skänktes istället till Röda korset.

## Menyerna 1920–1929
När banketten efter uppehåll för första världskriget återupptogs 1920 hade antalet rätter minskat till fyra. En populär inledande consommé var falsk sköldpaddssoppa. Både piggvar och slätvar återkom flera gånger på menyn. Banketten ställdes in 1924 då inga nobelpristagare var närvarande i Stockholm.

### 1920

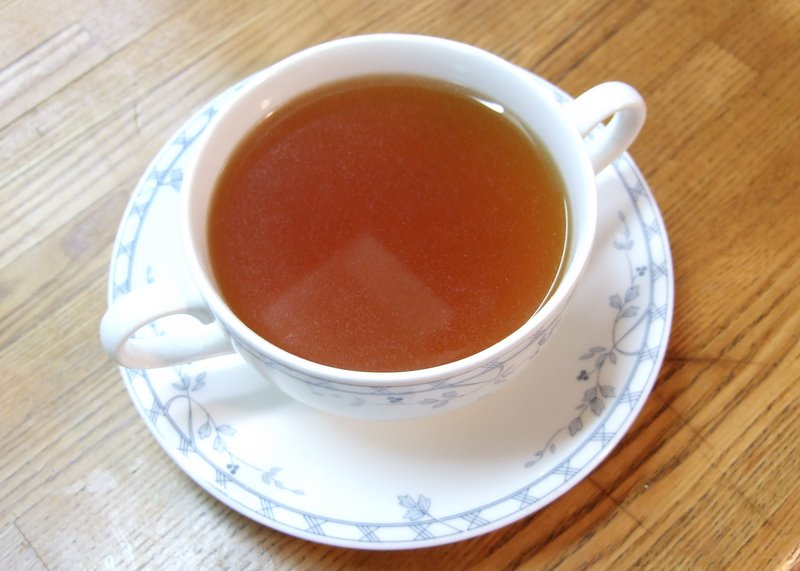
Consommé

- Consommé med säsongens färska grönsaker
- Kall lax med griljerade tomater, haricots verts
- Rådjurssadel med kronärtskocksbotten, blomkål Hollandaise, sparrisknippen
- Aprikosparfait med Petits fours

### 1921
- Falsk sköldpaddssoppa
- Piggvarsfilé à la Walewska
- Lammsadel med grönsaker och Choronsås
- Inkokta päron med vaniljglass och hallonsås

### 1922
- Kalvconsommé med varma ostpastejer
- Piggvarsfilét à la Mornay
- Stekt orre, pastejer fyllda med sparris och tryffel
- Glassoufflé

### 1923
Uppgifter om menyn saknas.

### 1924
Ingen bankett ägde rum eftersom Nobelpristagarna inte kunde närvara.

### 1925
- Klar consommé
- Gratinerad gösfilé à la Mornay

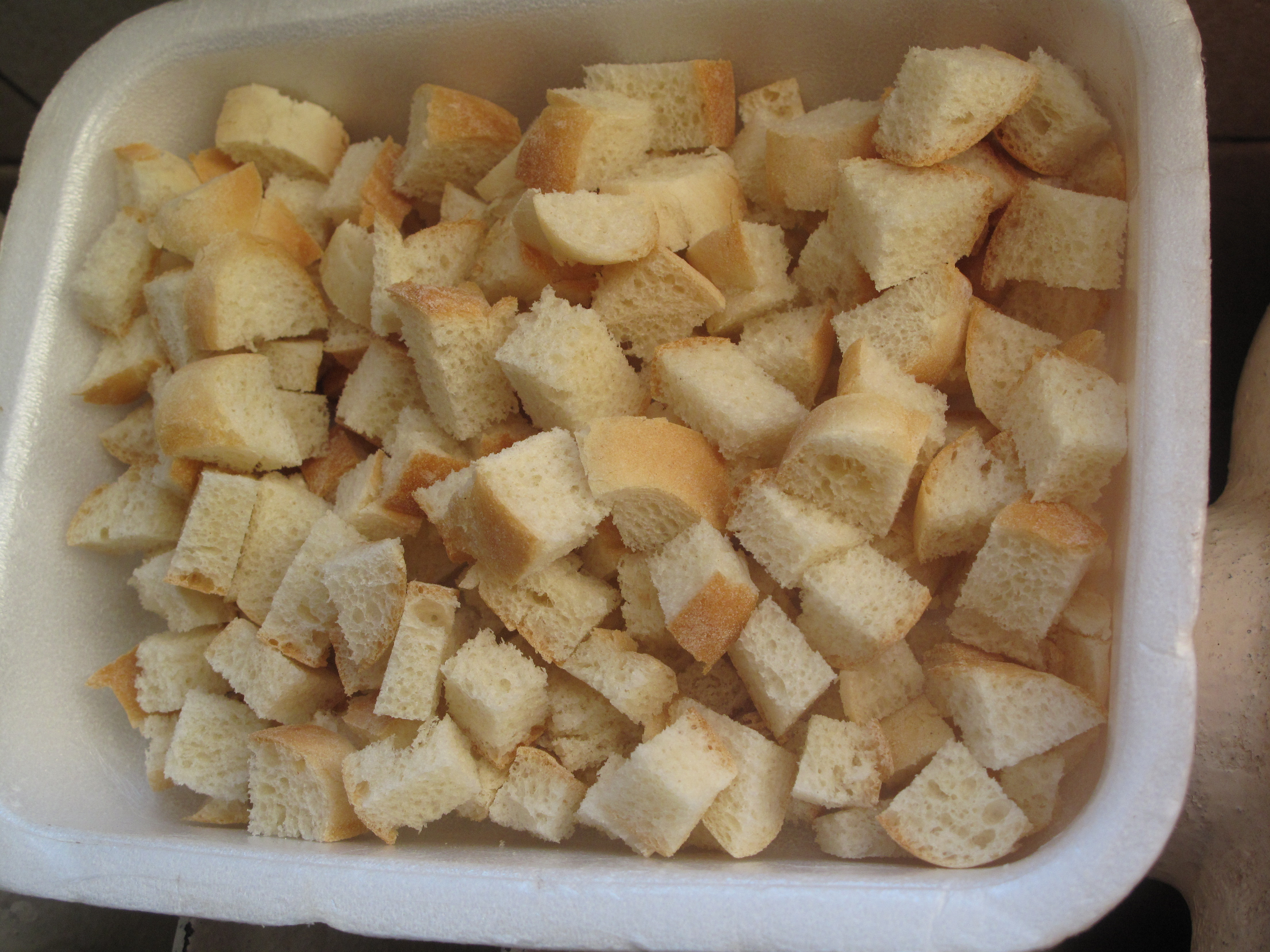
Krutonger

- Kalkon Nicoise med kronärtskocksbottnar Princesse
- Parfait Nelusko

### 1926
- Viltconsommé med krutonger
- Ångkokt slätvarsfilé med champinjoner och tomat
- Lammsadel med primörer och kronärtskocksbotten
- Ananas med glass, banan och maraschino

### 1927
- Kalvconsommé med sherrysmak
- Piggvarsfilé à la Normande
- Anka à la Orange med kronärtskocksbottnar
- Pralinbomb med Petits fours

### 1928
- Hönsconsommé med oxtunga och tryffel
- Pocherad piggvar med ostron, tryffel och vitvinssås
- Järpe fylld med mousselinfärs, kronärtskocksbotten, Madeirasås
- Glassoufflé

### 1929
- Kalvconsommé med tryffel
- Champagnepocherad sjötungsfilé
- Stekt kall anka med bacon, lök, ärtor och sallad
- Glassbomb med nötter och Petits fours

## Menyerna 1930–1939
Den falska sköldpaddssoppan återkom fyra gånger som inledande rätt. Fågel var populärt under perioden och anka och kyckling återkom flera gånger. Banketten 1939 ställdes in till följd av andra världskriget.

### 1930
- Falsk sköldpaddssoppa

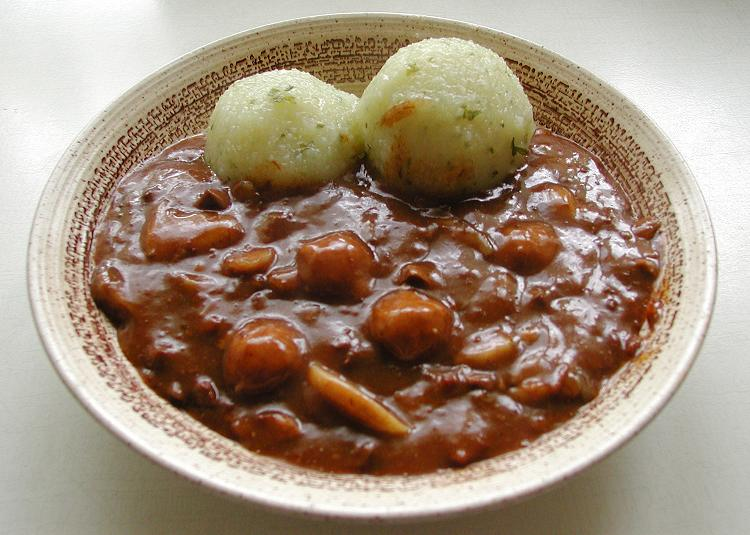
Falsk sköldpaddssoppa.

- Laxforell med tryffel, tuppkammar och champinjoner
- Stekt ungkalkon med kronärtskockor, sallad, gelé
- Toscaparfait med aprikosglass och frukttärningar

### 1931
- Purésoppa på färska champinjoner
- Ångkokt sjötungsfilé i cognac och räksås, tryffel
- Stekt anka med selleri
- Glassoufflé med Curaçao och Petits fours

### 1932
- Falsk sköldpaddssoppa
- Vitvinspocherad piggvar med ostron, musslor, tryffel och pastejer fyllda med kräftstjärtar och champinjoner
- Stekt anka med risottofyllda tomater, Madeirasås
- Glassoufflé med violsmak och Petis fours

### 1933
- Viltconsommé med ris, ostkrutonger
- Sjötungsfilé med musslor och räkstjärtar, Bercysås
- Stekt kyckling med grönsaksfyllda kronärtskocksbottnar
- Glassbomb med sockrade hackade kastanjer, Petits fours

### 1934
- Falsk sköldpaddssoppa
- Pocherad sjötungsfilé med sparris, kräftstjärtar, tryffel
- Kall fasan med bacon, gåslever, surkål och potatispuré
- Moccaglassbomb med pistasch och körsbärsgrädde

### 1935

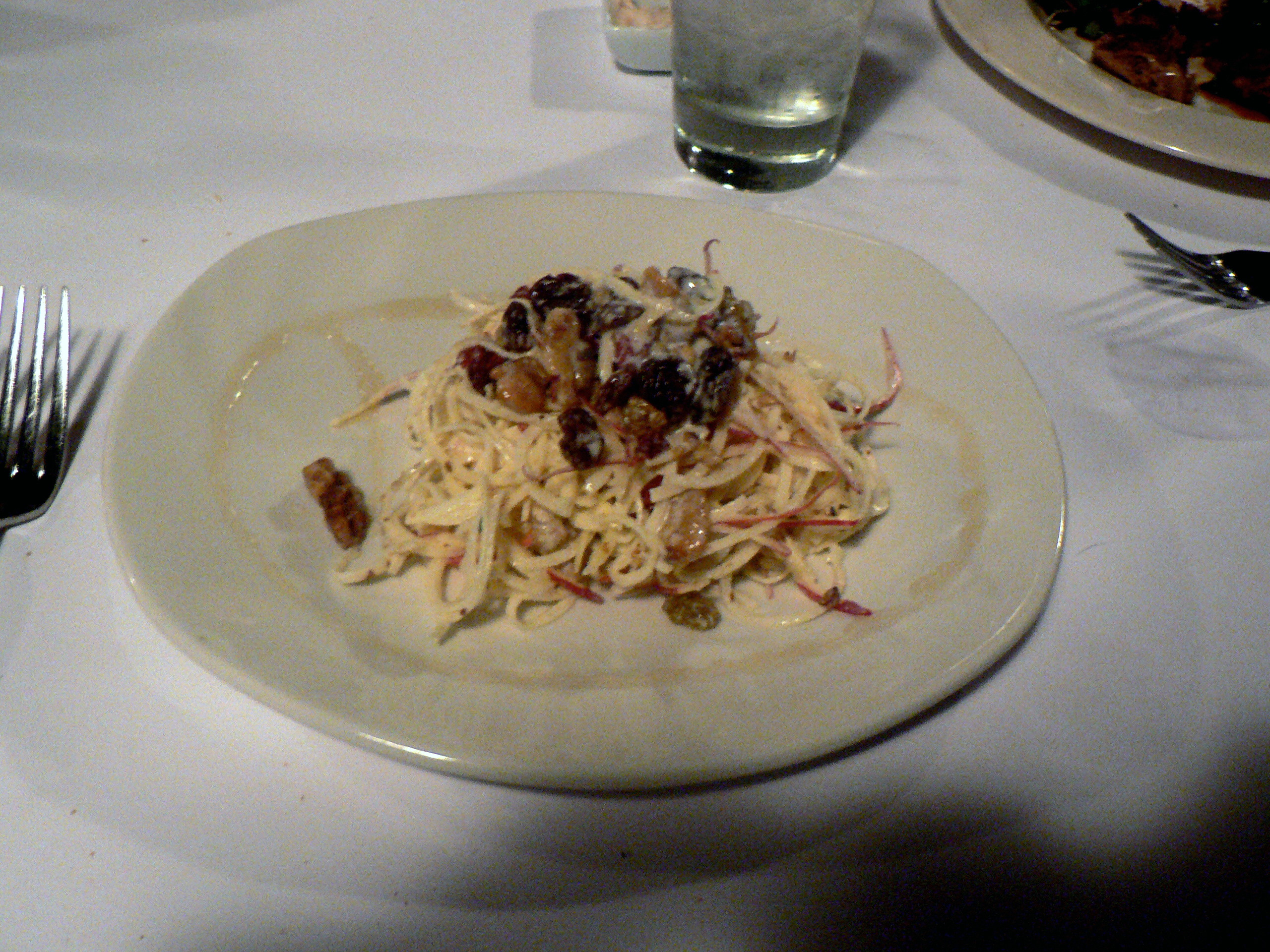
Waldorfsallad

- Consommé Chesterfield med ostpastej
- Sjötungsrullad med pilgrimsmussla, mangold, Champagnesås
- Rådjurssadel Lucullus, fågelfärsbullar, Madeirasås, potatiskaka
- Moccaglassparfait med Petits fours

### 1936
- Falsk sköldpaddssoppa
- Sjötungsfiléer
- Järpbröst med smörstekt banan, Waldorfsallad
- Glace au four

### 1937
- Kalvconsommé med ostpastejer
- Slätvarsfilé med musslor, scampi, vitvinsås
- Kall anka med kronärtskockor, glaserade kastanjer
- Nougatglassparfait

### 1938
- Hönsconsommé med oxtunga och tryffel
- Kall sjötungsfilé med caviarsås
- Stekt kyckling med kronärtskocksbottnar, tryffel, sallad
- Glassoufflé med frukttärningar

### 1939
Ingen bankett ägde rum med anledning av andra världskriget. Pengarna som var avsedda för banketten skänktes istället till Röda korset.

## Menyerna 1940–1949
Den första banketten efter andra världskriget ägde rum 1945. Antalet rätter minskade till tre, en ordning som bestått ända sedan dess. I menyerna märks en påverkan från det skandinaviska köket. Både 1945 och 1946 serverade man ren, det senare året i lingongräddsås.

### 1940–1944
Inga banketter ägde rum på grund av andra världskriget. Pengarna som var avsedda för banketten skänktes istället till Röda korset.

### 1945
- Champinjonsoppa à la crème
- Rensadel à la Suédoise med smörkokta haricots verts
- Glassbomb à la "Stadshuset"

### 1946
- Skaldjursconsommé

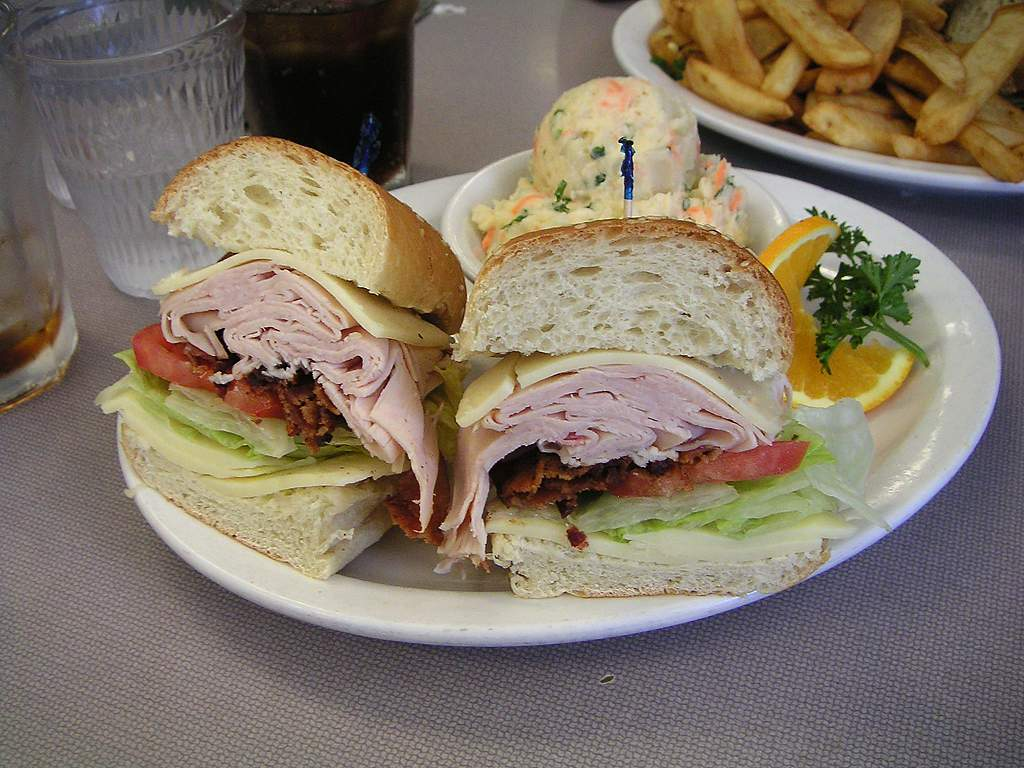
Sandwich

- Helstekt renfilé med lingongräddsås, selleripuré
- Inkokta päron med glass

### 1947
- Sandwiches
- Stekt kyckling med selleri, majrovor, lök, bacon
- Äppeltårta med vaniljsås

### 1948
- Kalvconsommé med ostsnittar
- Helstekt oxfilé med champinjoner och tryffel
- Päron Belle Hélène

### 1949
- Sparrispuré
- Sprängd gås med rödkål och pepparrotsgrädde
- Napoleontårta

## Menyerna 1950–1959
Nobelbanketten 1951 innebar ett brott mot tidigare traditioner; istället för att servera en soppa eller consommé började man med en förrätt med fisk eller skaldjur. Huvudrätten bestod som tidigare av fågel eller kött.

### 1950
- Champinjonsoppa
- Oxfilé med kronärtskocksbotten och Bearnaisesås
- Nobelglassparfait med Petits fours

### 1951

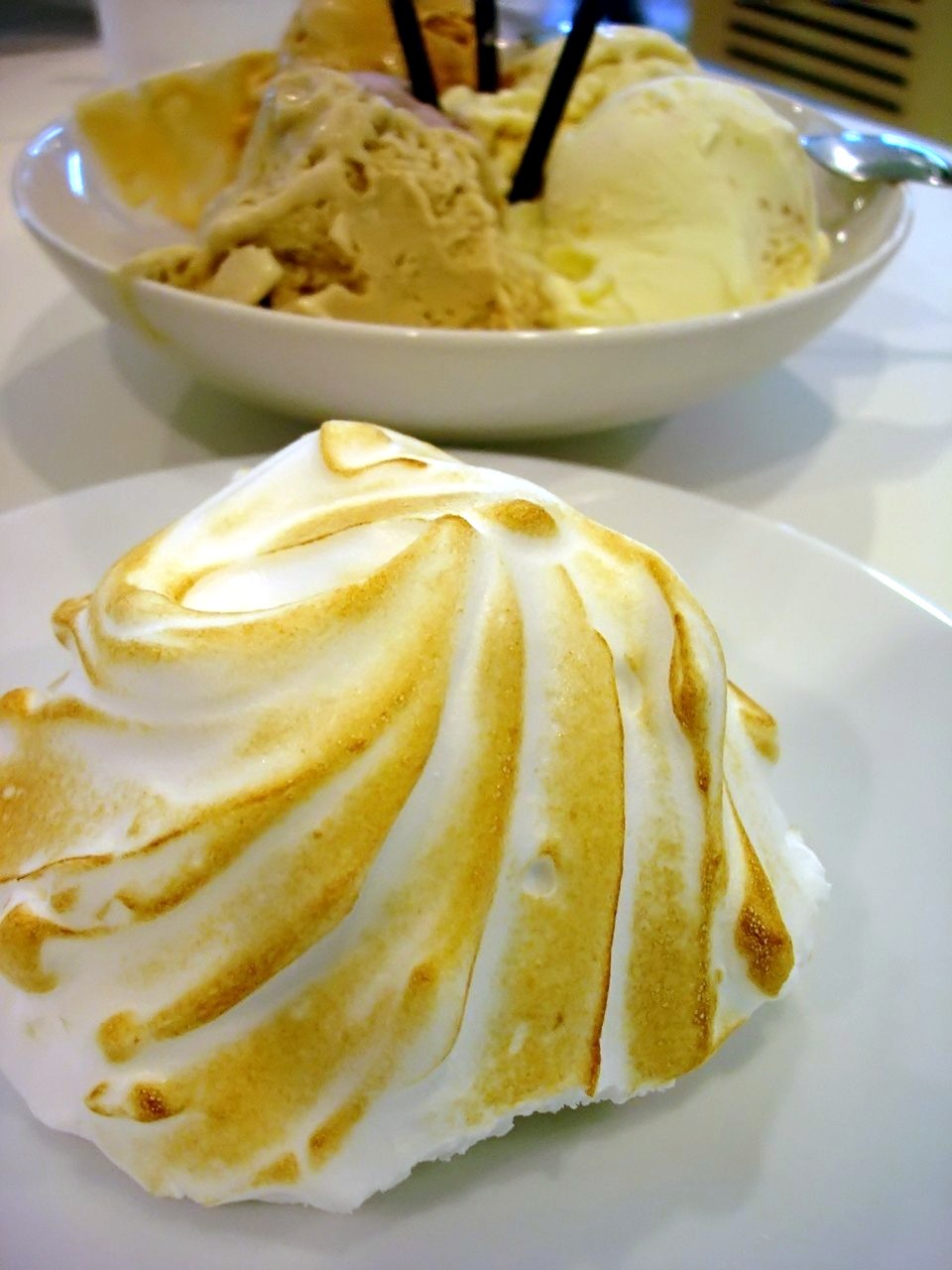
Glace au four

- Hummer med sparris, tryffel och bearnaisesås
- Stekt kalvfilé med Polignacsås och tryffel
- Nobelglassparfait med Petits fours

### 1952
- Laxpirog med brynt smör
- Stekt ungtupp med sallad och Madeirasås
- Nobelglassparfait med Petits fours
- Glace au four

### 1953
- Hummer med sparris, tryffel och bearnaisesås
- Rådjurssadel med pepparsås och kastanjepuré
- Fruktsavaräng med Maraschino

### 1954
- Rökt laxöring med gräddstuvad spenat
- Stekt oxfilé med kronärtskockor, tryffel och champinjoner
- Päron med pistaschglass och chokladsås

### 1955
- Hummersoppa
- Stekt oxfilé med oxmärg, Pommes Parisienne
- Fruktbavaroise med spunnet socker

### 1956
- Pocherad lax i rödvinssås
- Kall kalkon i gelé med Mimosasallad
- Hjortronparfait med mandelflarn

### 1957

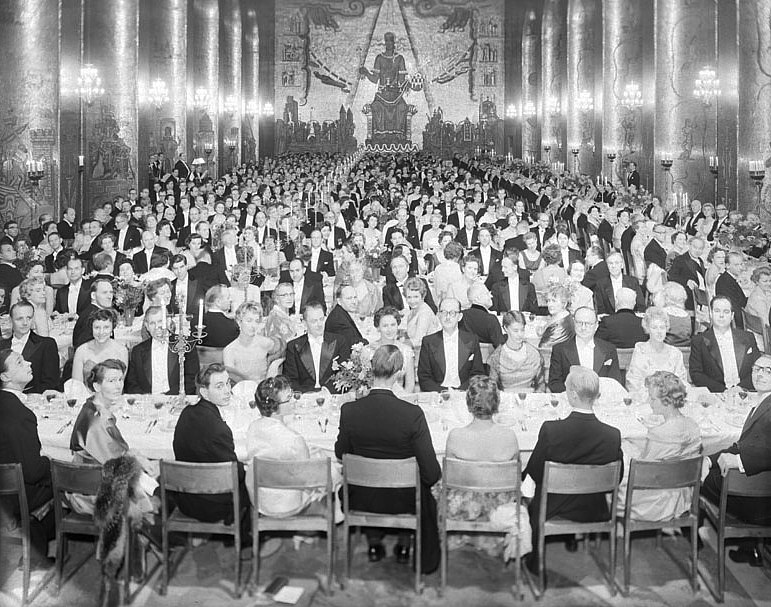
Deltagare på Nobelbanketten 1958.

- Laxforell Parisienne med sauce verte
- Stekt fasan med portvinssås och romansallat
- Cognac- och champagnekokta päron, fryst grädde

### 1958
- Pocherade sjötungsfiléer i rödvin, bacon, champinjoner
- Kallt ankbröst i portvinsgelé med apelsinsås
- Nobelglassparfait

### 1959
- Piggvarsfilé med champagnesås och smörris
- Kall kyckling i gelé med Waldorfsallad
- Flamberade päron med Frangipanekräm

## Menyerna 1960–1969
Mönstret från det föregående decenniet fortsatte med fisk och skaldjur som förrätt och fruktefterrätter som i många fall innehöll olika spritsorter. Bland huvudrätterna fanns flera varianter av fågel, serverad kall i gelé.

### 1960
- Klar consommé
- Stekt lammsadel med pimientosås och grönsallad
- Äppelsavaräng med rom och vispad grädde

### 1961
- Sjötungsfiléer i vitvin med curryris
- Kall orre och tjäder med tryffel, gåslever och Madeirasås
- Waldorfsallad
- Päron i Champagne med vaniljsås

### 1962
- Rökt laxöring à la Parisienne
- Stekt lammsadel med pimientosås och grönsallad
- Persika i Grand Marnier, grädde Chantilly

### 1963
- Bräserad lax à la Madrid

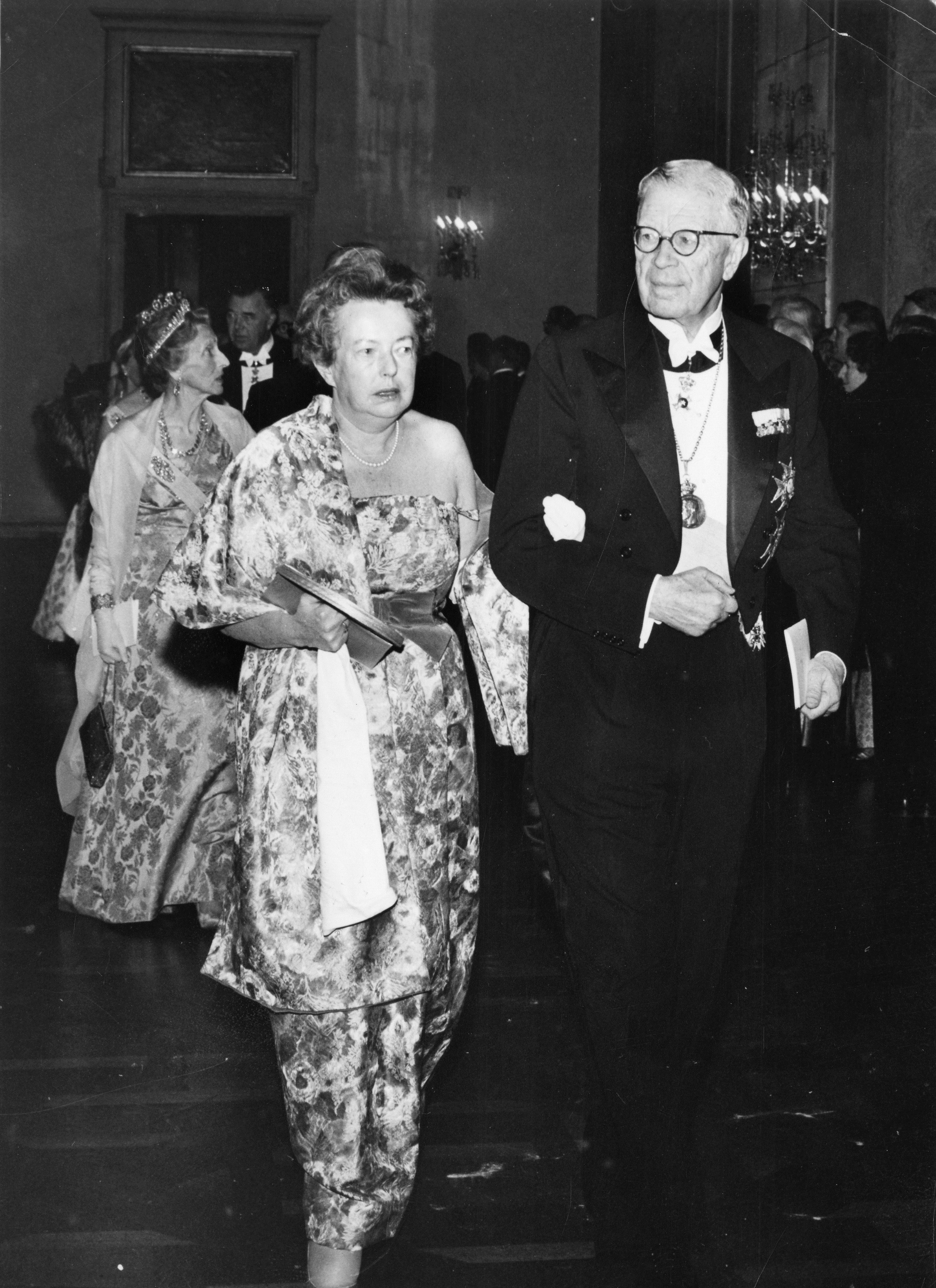
Maria Goeppert-Mayer och Gustaf VI Adolf på Nobelbanketten 1963.

- Kall unganka i gelé med gåslever och Madeirasås
- Päron i Champagne med vaniljsås

### 1964
- Varmrökt piggvar med Gourmetsås

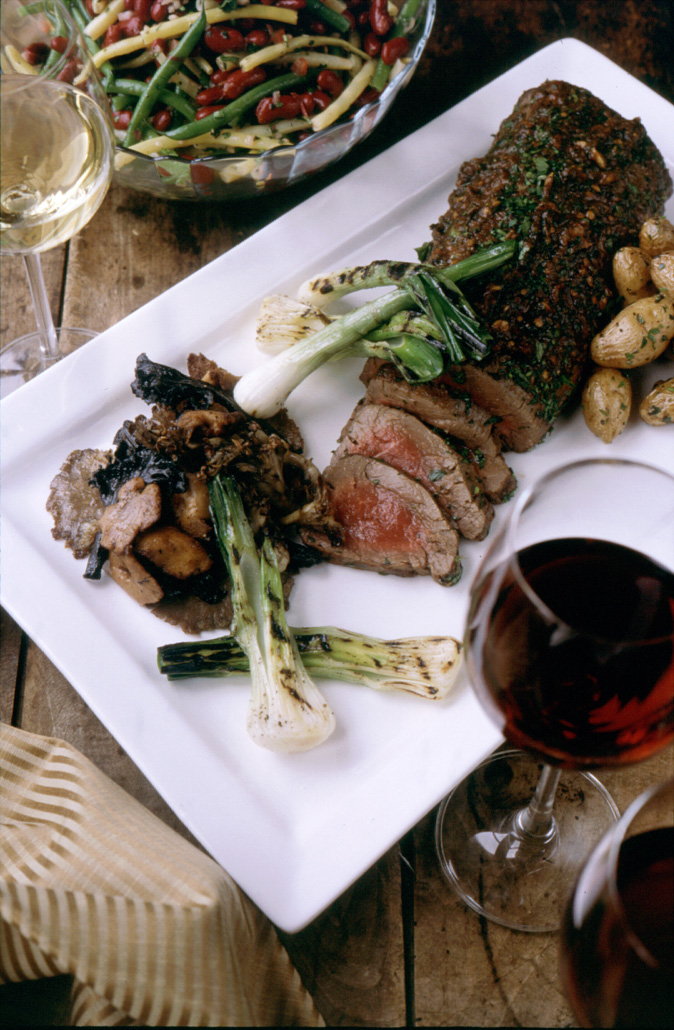
Oxfilé

- Järpe i gelé med gåslever och Waldorfsallad
- Persika i Grand Marnier, Petits fours

### 1965
- Färserade sjötungsrullader
- Tryfferad unghöna i gelé, sparris i vinägrett
- Madeirasås med gåslever
- Ananas i likör, Petits fours

### 1966
- Varmrökt piggvar med Gourmetsås
- Rapphöna à la Bohémienne, Mimosasallad
- Vaniljglass med chokladsås

### 1967
- Rökt lax, kronärtskocksbottnar på bladspenat, pepparrotsgrädde
- Vildand Provencale, Madeirasås och sallad
- Nobel Gala päron

### 1968
- Avokado med hummer och Gourmetsås
- Lammsadel med gräddstuvade murklor, Madeirasås och Waldorfsallad
- Ananasglassparfait med Petits fours

### 1969
- Laxfylld avocado med sås Gourmet Moscovite
- Färserad oxfilé med tryffelsås
- Apelsinsorbet

## Menyerna 1970–1979
Traditionen med fisk och skaldjur som förrätt följt av kött eller fågel fortsatte. Efterrätterna bestod av olika variationer av glass och parfait. Nobelparfaiten serverades för första gången 1976 och man lät serveringen ske genom en dramatisk parad där servitörer paraderade nedför trappan i blå hallen medan svensk folkmusik spelades, något som sedan blivit tradition.

### 1970
- Varmrökt lax, kronärtskocksbotten på bladspenat med Mousselinsås
- Färserad renfilé med Geneversås och Pommes Dauphines
- Hjortronsavaräng med mockagrädde

### 1971
- Tryfferad piggvarsmousse i Champagnegelé
- Stekt unghöna med gräddsås, brysselkål, morötter och champinjoner
- Grand Marnierglassufflé

### 1972

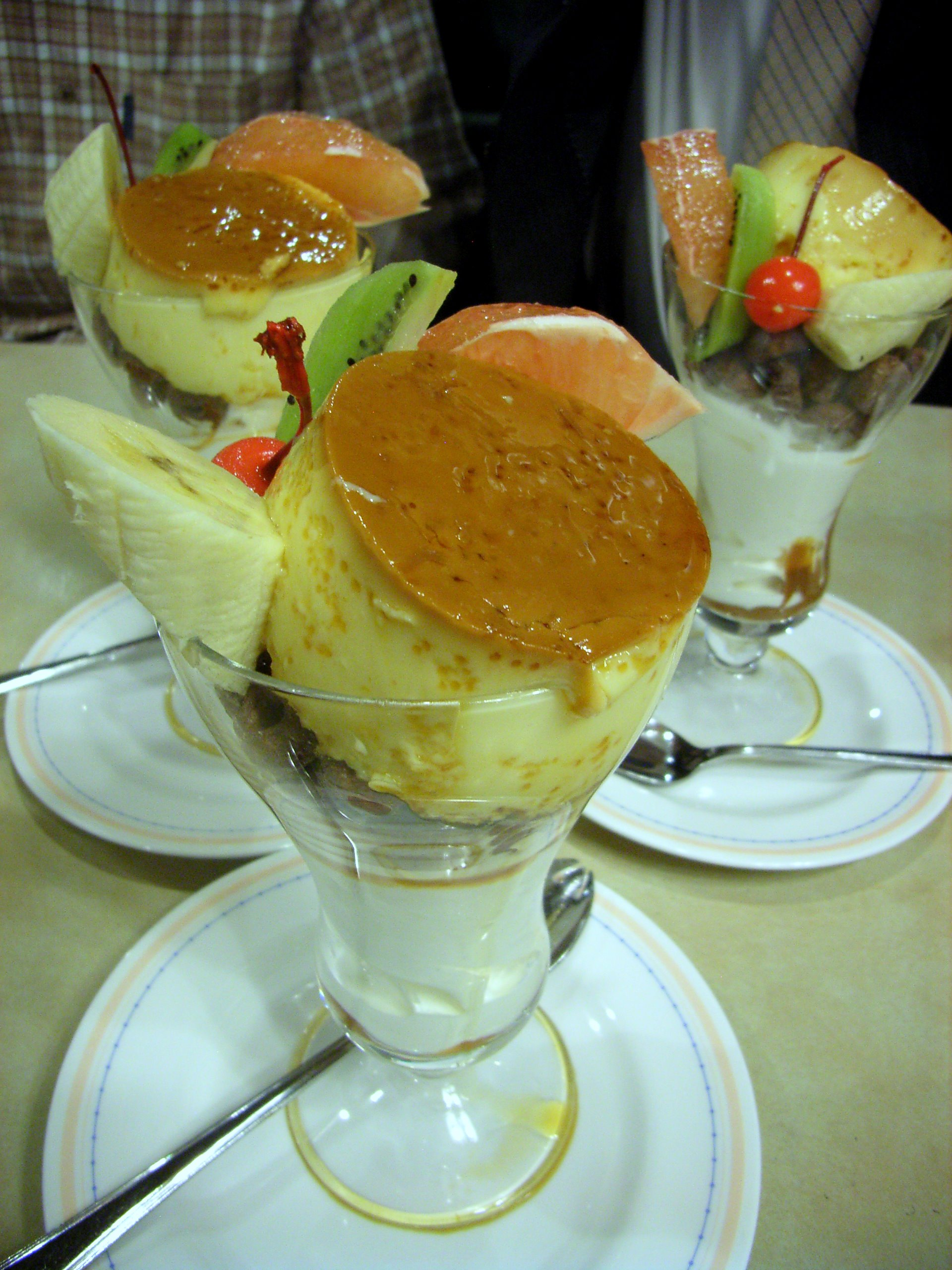
Parfait

- Varmrökt piggvar med Hollandaisesås
- Dilammstek med Madeirasås och tomatsallad
- Glass à la Suédoise

### 1973
- Rökt lax med pocherat ägg
- Oxfilé Charlemagne
- Ananasparfait

### 1974
- Varmrökt lax med Hollandaisesås
- Rådjursstek med geneversås och sallad
- Apelsinsorbet

### 1975
- Kall slätvar med räksås
- Stekt snöripa med tryffel och gåsleversås, rönnbärsgelé, säsongsallad och Pommes Troi couronne
- Lingonglassparfait med mandelkakor

### 1976
- Vermouthpocherade sjötungsfiléer med pilaffris
- Kall järpmousse med tryffelsås och Waldorfsallad
- Nobelglassparfait

### 1977
- Laxpaté med örtsås
- Enbärshalstrad snöripa med rönnbärsgelé och sallad
- Nobelglassparfait

### 1978
- Kall hummer Parisienne
- Calvadosbräserad unganka med äppelkompott
- Nobelglassparfait

### 1979
- Kall piggvarsfilé med löjrom och Hollandaisesås
- Helstekt kalvsadel med murkelsås och haricotvertsallad
- Nobelglassparfait

## Menyerna 1980–1989
Traditionen med kött som varmrätt bröts 1982 då vätternröding serverades som varmrätt. Menyerna under 1980-talet hade en starkt skandinavisk prägel.

### 1980

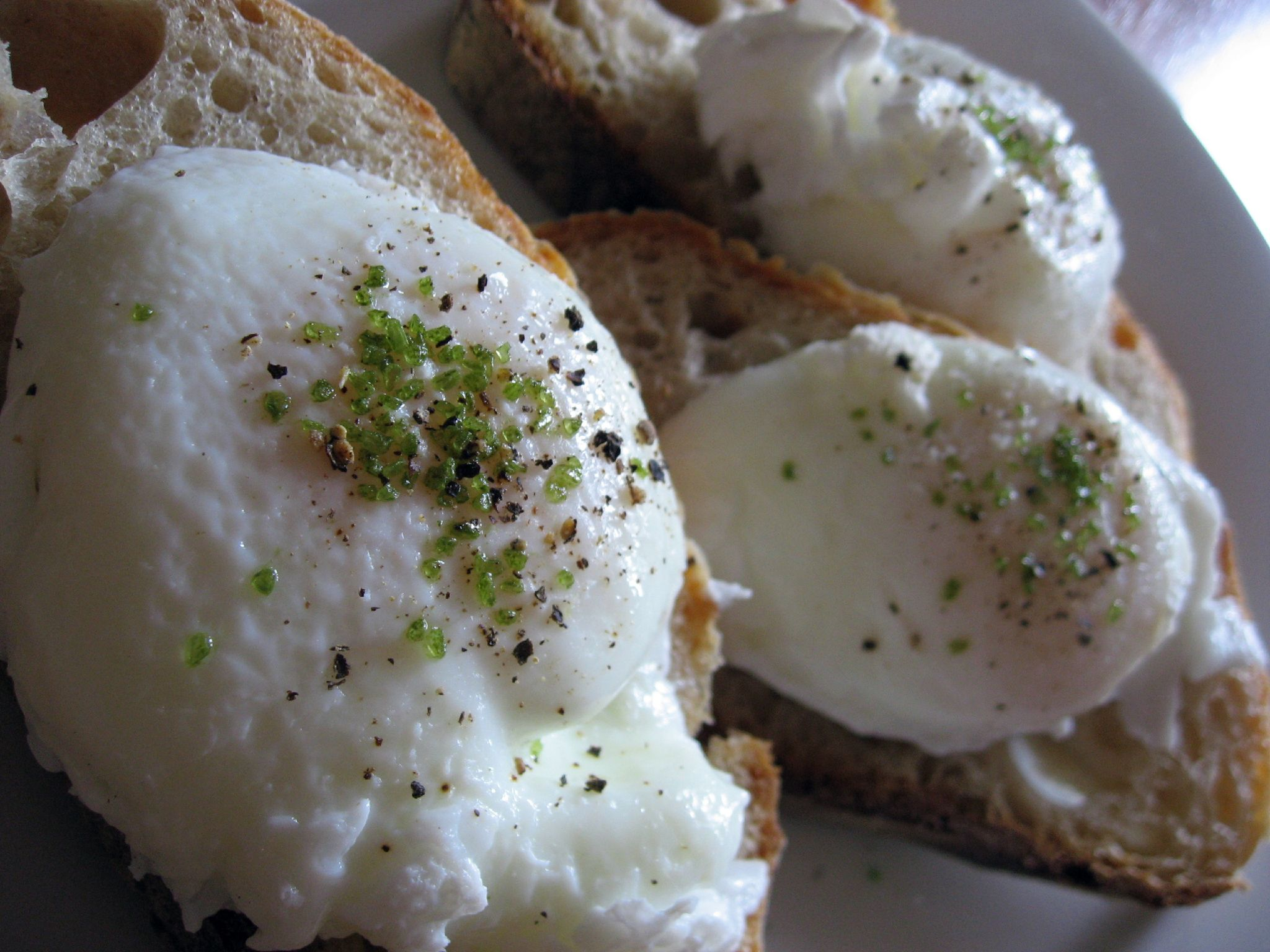
Förlorade ägg

- Rökt lax på spenatbädd med förlorat ägg
- Renfilé med kantareller och akvavitsås, lyonnaisepotatis
- Nobelglassparfait

### 1981
- Laxmousse med kräftsås
- Älgfilé med murkelsås, brysselkål och gelé, purjolökspotatis
- Nobelglassparfait

### 1982
- Gravad renfilé med Dijonsenapsås
- Vätternröding bräserad i dill och grädde
- Nobelglassparfait

### 1983
- Snöripsmousse med gräddsås
- Murkelfärserade sjötungsfiléer med Vermouthsås, ris
- Nobelglassparfait

### 1984
- Enbärsgravad lax med senapsås och murkelpastej
- Vildand med svart vinbärssås, morotskaka, sallad
- Nobelglassparfait

### 1985
- Kräfttimbal med basilikasås
- Lammsadel med cognacsgräddsås, pommes Alumettes
- Nobelglassparfait

### 1986
- Färskrökt lax med löjromssås
- Ugnsstekt fasan med skogssvampstimbal
- Nobelglassparfait

### 1987
- Tryfferad hummerpaté med krassesås
- Harsadel med grönsaksfyllda äppelringar, Calvadossås
- Nobelglassparfait

### 1988
- Gravad röding med grönärtsås
- Färserad kronhjortsfilé med murkel och kantarellsås
- Nobelglassparfait

### 1989
- Paté på rökt ål och sjötunga med forellromsås
- Marinerad älgrygg med lingongräddsås
- Nobelglassparfait

## Menyerna 1990–1999
Vid 90-årsjubileet 1991 utökades menyn tillfälligt och bestod av fyra rätter. För första gången sedan 1960 inleddes menyn med en soppa, nämligen nässelsoppa med vaktelägg. Förrätterna var åter baserade på fisk och skaldjur medan huvudrätten oftast bestod av vilt serverat med skandinaviska bär och svampar.

### 1990
- Riptimbal på salladsbädd med örtsås
- Enbärshalstrad röding med sparris, dillgrädde och ris
- Nobelglassparfait

### 1991
- Nässelsoppa med vaktelägg
- Laxtartar på gravad lax med röd paprikacrème
- Stekt ankbröst med havtornssås och rotfruktskompott
- Nobel Gala glassparfait

### 1992
- Terrin på lax, sjötunga, dill och gräslök, ängssyresås med löjrom
- Helstekt lammytterfilé med honungsglacerade morötter, svartrötter, stekt ekskivling och äppelcidersås
- Nobelglassparfait

### 1993
- Gravad röding på bädd av rättika med laxrom, honungsvinägrett à la Raineri
- Helstekt renytterfilé med trattkantareller, kålrabbitimbal, björnbärssås, potatispuré med skivad svartrot
- Nobelglassparfait

### 1994
- Rullader på rökt ankbröst, mango och mangold
- Kalvfilé med salvia och PomPomsvamp, spenatfylld tomat, potatisplättar med ingefära
- Nobelglassparfait med spunnet socker

### 1995

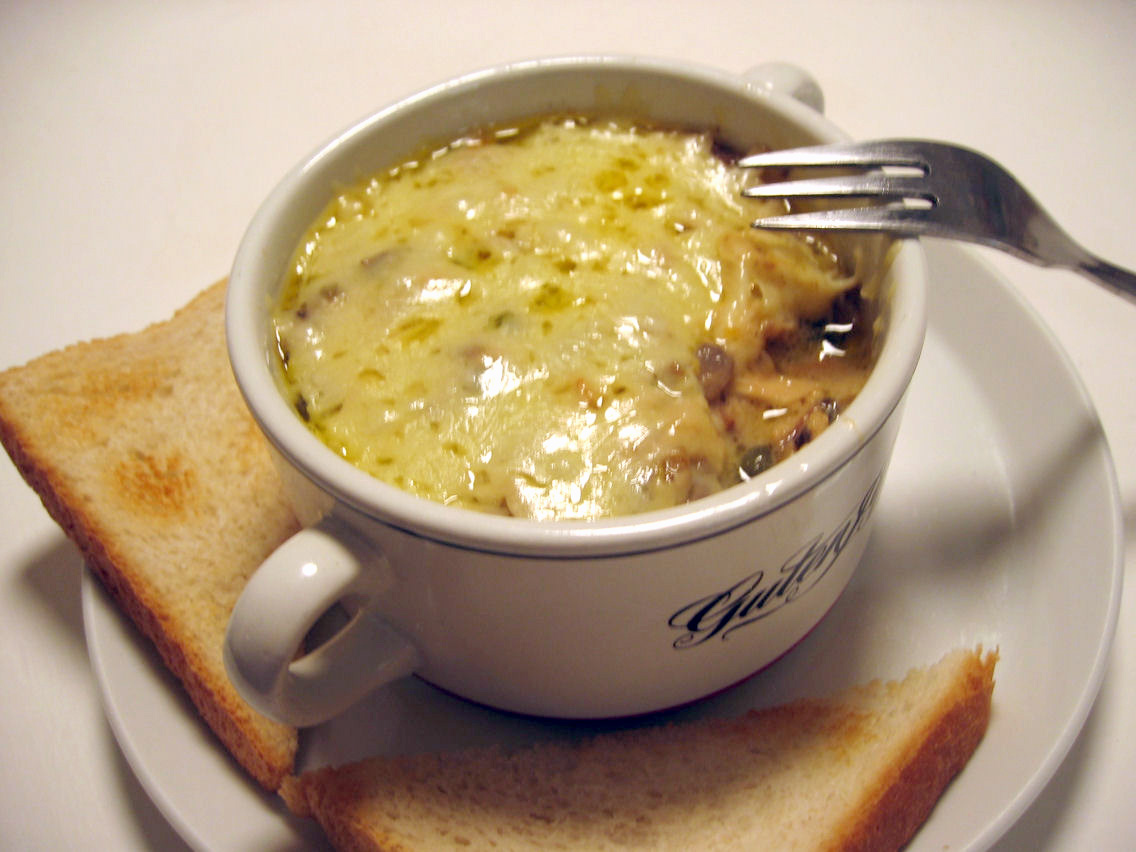
Ragu

- Lättrimmad västerhavstorsk med ängssyra, äppelsallad
- Örtstekt kronhjortsfilé med ragu på björksopp, zucchini och bacon, svartvinbärsås och potatisbakelse
- Nobelglassparfait med spunnet socker

### 1996
- Hummeraladåb med blomkålscrème och löjrom
- Färserad pärlhöna med rostade rotfrukter, citrussås, puré på mandelpotatis
- Nobelglassparfait med spunnet socker

### 1997
- Jordärtskocksbakelse med rökt lax och hummer
- Stekt duvbröst med ragu på Karl-Johansvamp och lårkött, syrlig hallonvinägersås, potatis och lökkompott
- Nobelglassparfait med spunnet socker

### 1998
- Marinerad kronärtskocksbotten fylld med räkor, kräftor och färsk fänkål
- Timjan- och svartpepparstekt kycklingbröst med jordärtskockssås, svamprulle och ragu på grönsaker
- Nobelglass med spunnet socker

### 1999
- Jordärtskockscrème med hummer och löjrom
- Vitkålslindad lammytterfilé med sötsur dillsky, puré på potatis och cheddar, små grönsaker
- Kryddglass med ananassorbet, kompott på ananas och passionsfrukt

## Menyerna 2000–2009
En förnyelse av desserterna inleddes 2001 då konditorn Magnus Johansson fick ansvaret. Glassen som hade serverats sedan 1970-talet byttes från 2002 ut mot tallriksdesserter.

### 2000
- Terrin på hälleflundra och havskräfta med marinerade pilgrimsmusslor, löjromscrème fraiche och späd sallad
- Citronstekt ankbröst med västerbottentimbal, ragu på kantareller och jordärtskocka samt örtpotatispuré
- Vaniljglass med lingonsorbet

### 2001
- Hummer och blomkålsknoppar på blomkålspuré, havskräftsgelé och havskorallsallad. Nobelbröd.
- Ankleverfylld vaktel med ragu på Karl-Johansvamp, soltorkade tomater, färsk grön sparris, Madeirasky och körvelpuré.
- Vaniljglass och svartvinbärsparfait på tunn marängbotten med knäckflarn.

### 2002
- Tartelett med getost och rödbeta samt marinerade pilgrimsmusslor och havskräftor med tryffelvinaigrette. Nobelbröd.
- Kryddstekt svensk hjortfilé med rostade rotfrukter, lingonchutney och kanelsky, serveras med rostade rattepotatisar.
- Päronterrin på vanilj och chokladbavaroise smaksatt med päronbrännvin samt päronchampagnesorbet och päronkaramellsås

### 2003
- Sélection Suédoise – Löjromscheesecake, kräftströmming, gravlax med gurka, salladslök och senap, inkokt havskräfta med jordärtskockscrème, Kvibillemousse på kavring
- Murkelfärserad pärlhöna med ragu på Karl Johansvamp, bondbönor, pumpa och haricots verts, serveras med potatisterrin och svampsås
- Kaffebavaroise på mandel- och kaffebotten, med punsch- och likörpralin

### 2004
- Hummer- och tomatterrin med löjrom. Nobelbröd
- Kalvytterfilé med rotfruktsragu, potatiskaka och rödvinssky
- Mandelmousse med hjortron samt mandelmjölkssorbet

### 2005

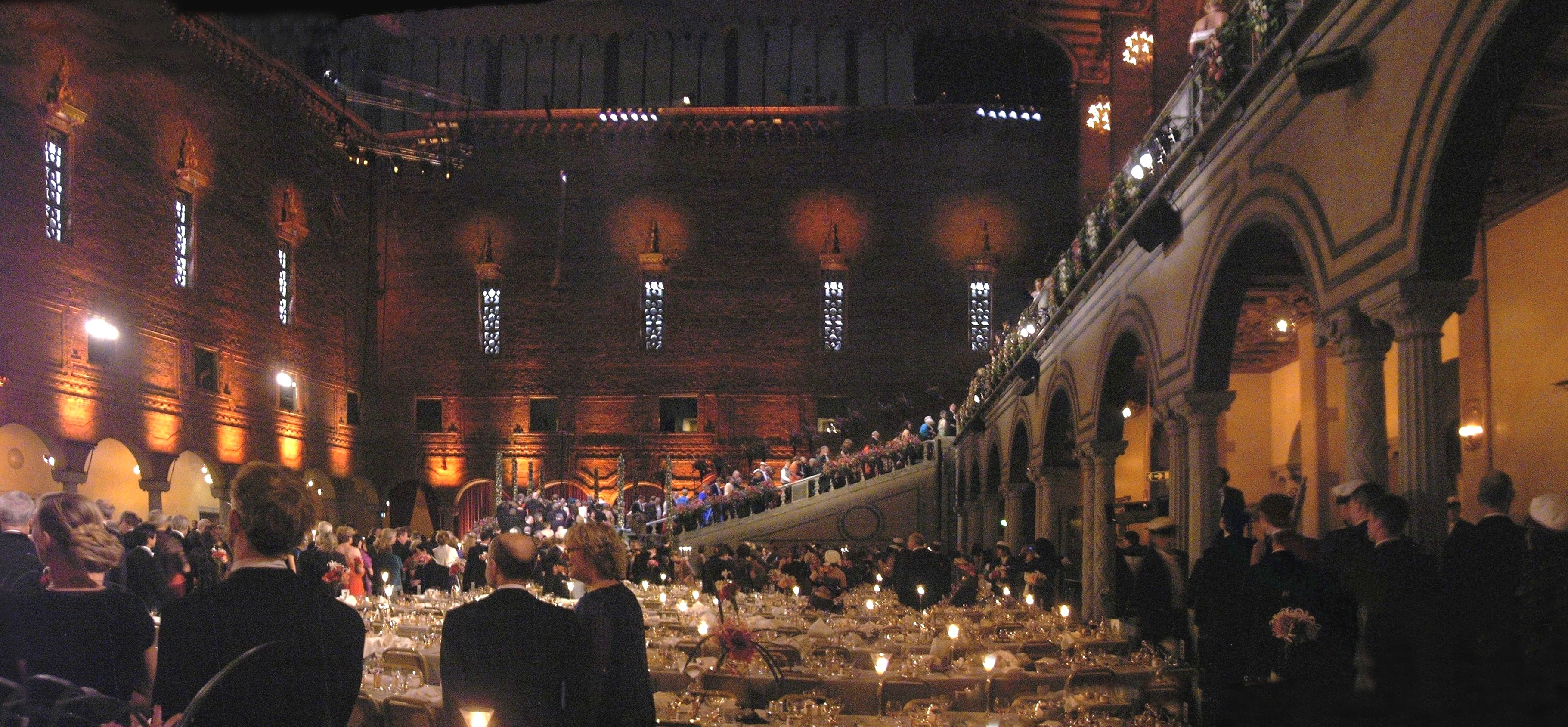
Ett panoramafotografi över Nobelbanketten 2005.

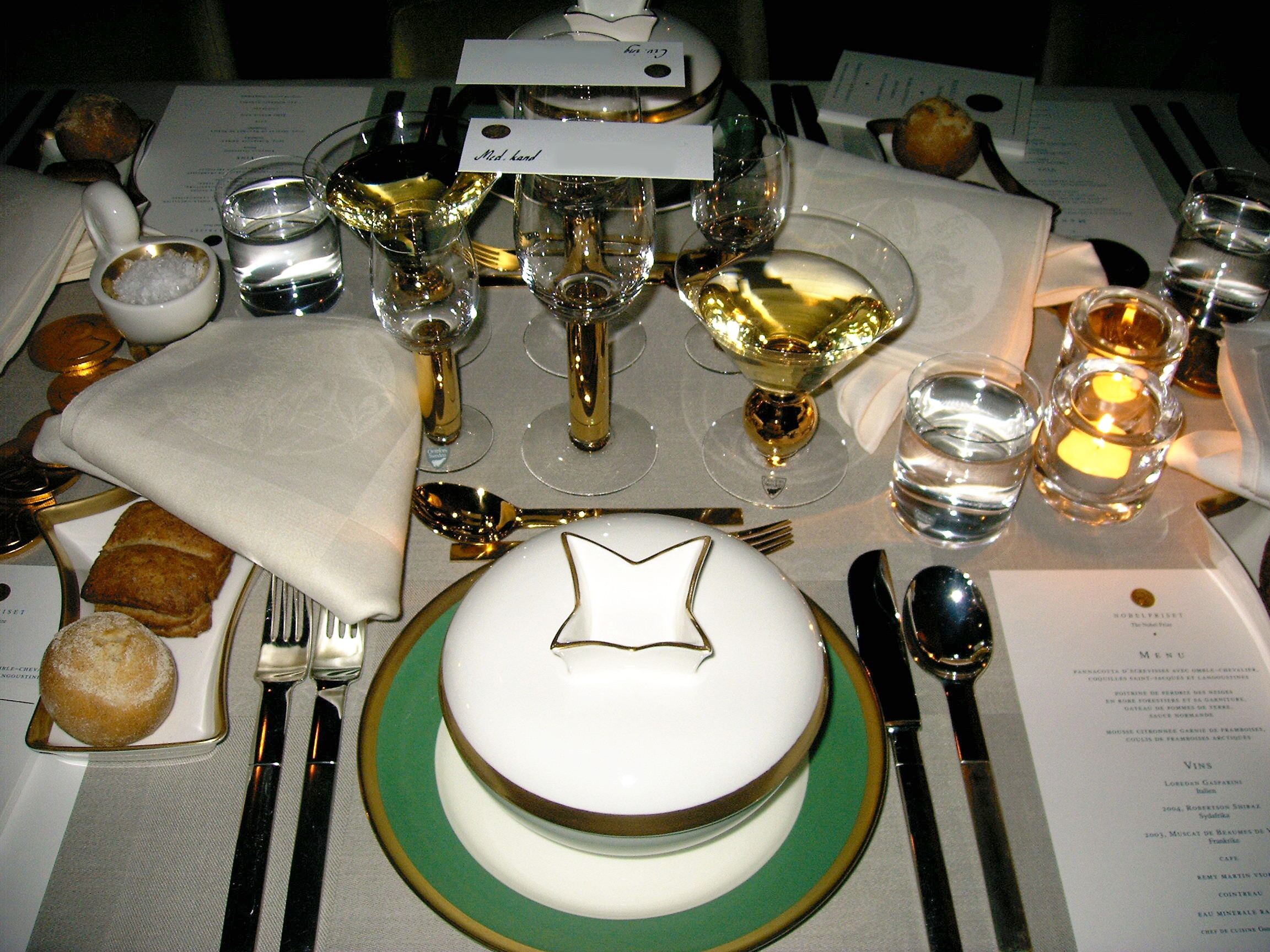
Dukningen 2005, till höger i bild ses menyn. Maten serveras sedan 1991 på en speciellt framtagen nobelservis.

- Kräftpannacotta med fänkålsbakad fjällröding, pilgrimsmussla och havskräfta samt späd sallad. Nobelbröd
- Trumpetsvampinbakat ripbröst med karamelliserat äpple, inkokt lök och bondbönor, serveras med Calvadossås och potatisbakelse
- Citron- och yoghurtmousse med åkerbärsmarmelad, färska hallon samt hallon- och åkerbärsås

### 2006
- Mosaik på rimmad lax och pilgrimsmusslor med Kalixlöjrom samt gurk- och äppelsallad. Nobelbröd
- Örtbakad lammrygg med olivglaserade grönsaker, potatis- och jordärtskockspuré samt portvinssås
- Ananasparfait på mandel- och kanelbotten med karamelliserad ananassallad, smaksatt med mynta

### 2007
- Hummeraladåb med dillbakad hälleflundra och Kalixlöjrom, serveras med blomkålscrème samt äppelsallad. Nobelbröd
- Ungtupp från Skåne med tuppkorv smaksatt med salvia, serveras med mandelpotatis- och rotselleriterrin samt silverlökspuré, kronärtskocka och rödvinssås
- Hallon- och svartvinbärsterrin med pistagebottnar samt vaniljglass

### 2008
- Bakad sjötunga med svenska skaldjur som hummer, havskräfta, krabba, räka och mussla samt fänkål, ostronört och skaldjursdressing
- Svensk kalvfilé med Karljohansvamp, sellericrème, kalvsky med rödvin och timjanpotatisterrine
- Poire Belle Hélène 2008 Ingefära- och vaniljkokt päron på chokladglaserad mandelbotten med mörk chokladkräm samt vaniljglass och päronmarmelad[10]

### 2009
- Hummerconsommé med skaldjurstartar, hummer och Kalixlöjrom
- Tryffelfärserad vaktel med persiljerot, brysselkål och portvinssås
- Citron och färskostmousse med havtornssorbet[11]

## Menyerna 2010–2019

### 2010
- Anka i press med vinteräpplen, pumpa, ättiksgrönsaker och kryddig gelé
- Tryffelstekt piggvar med vintersallad på kantareller och oxsvanstryffelsky
- Len mjölkchoklad och apelsinbavaroise smaksatt med gammeldansk bitter serveras med apelsinsallad[12]

### 2011

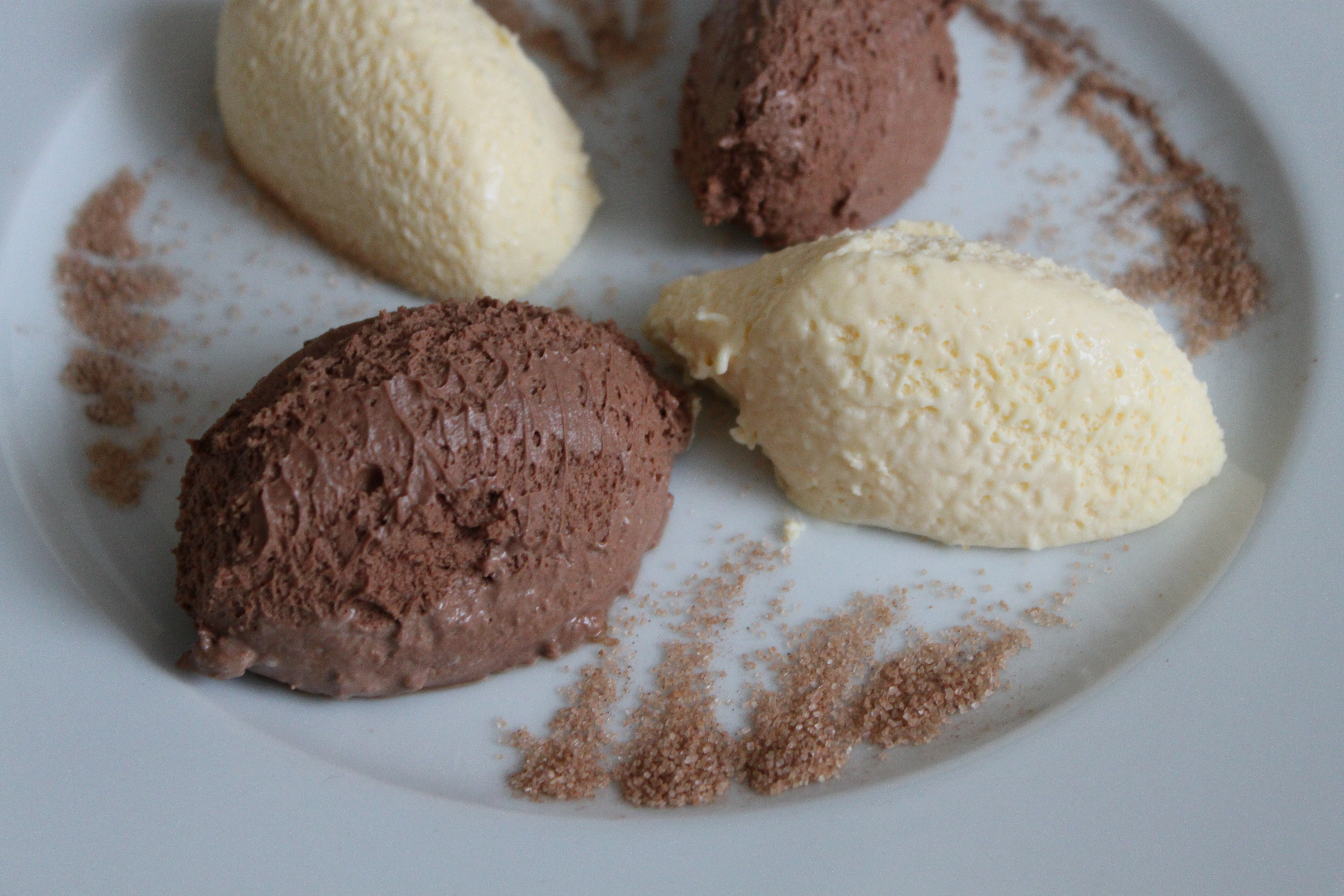
Chokladmousse.

- Hummer med picklade vintergrönsaker och jordärtskockspuré
- Pärlhöna, karljohanssvamp och lingon, inkokt pärllök samt persiljerötter och velouté
- Mandarin- och vit chokladmousse på kanelbotten med hallonmarmelad och färska hallon[13]

### 2012
- Gravad röding med blomkålsterrine, Kalixlöjrom och dillmajonnäs
- Fasan med kantareller, inkokt päron, vintergrönsaker, mandelpotatispuré och rödvinssås
- Trilogi på körsbär med pistageklädd mascarpone och svart körsbärssorbet[14]

### 2013
- Pärlhönsmosaik, morotsvariation med gotländsk tryffel och kantarellduxelle med tryffelmajonnäs
- Havskräftfylld piggvarskupol, tartelett med havskräfta på ostcrème och spenatbädd, spetskålsterrine, havskräftsås och mandelpotatispuré
- Chokladsiluett med nougat och havtornsexplosion[15]

### 2014
- Blomkålssoppa med mosaik på kungskrabba, ärtor och citronpicklad blomkål
- Kryddstekt ytterfilé av kronhjort med morotsterrin, saltbakad gulbeta, rökt pärllök och potatispuré samt viltsky
- Mousse och sorbet på vilda salmbär från Gotland med saffranspannacotta på brynt smörbotten[16]

### 2015
- Piggvar och kammussla med växter från havet, brynt smör och löjrom
- Glödbakad kalv svept i svamp, rotselleri och äpple samt rostad sellerijuice, serveras med potatispithiviers
- Körsbärsblomma med smak av kaffe och mandel[17]

### 2016
- Kolbakad havskräfta och kammussla med nässlor, ramslök och syltade vinteräpplen
- Vaktel från Södermanland i svart vitlök och purjolöksaska med jordärtskocka, bevarad skogssvamp och jus på rostat kycklingskinn och senapsfrö
- Sudachimoln med hjortronsorbet, misosmulor och friterat rispapper[18]

### 2017
- Pressad och torkad jordärtskocka med ingefärskålrabbiblommor och rostad kålbuljong
- Lammsadel med potatisterrin med svedjancreme, gulbeta, saltbakad rotselleri, äppelsallad och rosmarinbakad lammsky
- Frostig blåbärsbavaroise blåbärsglass med citrontimjan, limegelé, limecurd och limemaränger[19]

### 2018
- Lättbakad röding med kräftbuljong i krondillslök, lättrökt forellrom, krispig potatis och krasseskum
- Bakad rotselleri med kantarellkräm och svampsmör, kålrot med lagerbladskräm och långbakad högrev, oxmärgcrust, rökt kalvsky samt potatis- och purjolöksterrin
- Äppelharmoni med karamelliserade Fridaäpplen från Österlen, äppelsorbet, vaniljkräm, kolasås och havresmulor[20]

### 2019
- Kalixlöjrom med gurka, inkokt kålrabbi, krämig dill och en sås på pepparrot
- Anka fylld med svart trumpetsvamp och citrontimjan, potatis med karamelliserad vitlök, kryddpicklad gulbeta och rostad anksky. Serverad med savoykål med rökt shiitake, bakad lök och granolja
- Hallonmousse, torkad chokladmousse, hallonkräm och hallonsorbet[21]

## Menyerna 2020–

### 2020
- Detta år ställdes Nobelbanketten in, på grund av det rådande coronavirusutbrottet.[22]

### 2021
- Detta år ställdes Nobelbanketten in, på grund av det rådande coronavirusutbrottet[23]

### 2022
- Algbakad gös och tomat fylld med gravad gös, persiljeemulsion, kålrabbi, brödkryddor samt krondillspärlor och blomsterkrisp.
- Svensk hjort färserad med toppmurkla och salvia, gulbeta med kallpressad rapsolja och senapsfrö. Jordärtskocka med timjanemulsion samt potatisterrin och viltsky med stjärnanis.
- Bakad cheesecake och plommonkompott smaksatt med stjärnanis, plommonkräm, mirabellemaränger, havrekrisp samt mirabellesorbet smaksatt med ingefära.[24]

### 2023
Ansvariga för varmköket respektive konditoriet var Jacob Holmström och Annie Hesselstad.
- Gulbeta bakad med alger och salt samt en kräm på alger. Serverad med kärnmjölk och krondill samt störrom.
- Torskrygg färserad med kungskrabba, serveras med kålrabbirulle, stekt kroppkaka fylld med torsk och kungskrabba samt inlagd lök med svamp. Serverad med grönsaker, inlagda primörer samt en sås på grillade blåmusslor.
- Bakad chokladkräm med kompott gjord på lingon, smaksatt med tjärsirap. Serverad med chokladsablé och lingonsmörkola, samt maränger och kräm gjorda på lingon och parfait på crème fraiche.[26]

### 2024
Kocken Jessie Sommarström ansvarade för maten och konditorn Frida Bäcke stod för efterrätten.
- Getost från Östergötland fylld med libbsticka. Serverad med svenska betor, honung och rosenkvitten samt rostade pumpakärnor.
- Quenell på kyckling, svenska baljväxter och hösttryffel från Gotland. Rotselleri glaserad med miso på svenska bondbönor och kålbukett med smak av örter och äpple. Serverad med en modern kulturgröt på klippt korn, vild och odlad svamp, jordärtskocka samt en rostad kycklingsky med Pomme de Vie.
- Variation på svenska äpplen. Terrine på karamelliserade Fridaäpplen. Brynt smörkaka på jordmandel smaksatt med granskott. Kräm på rosenkvitten samt tunt skivade äpplen med kamomill. Serverad med en glass på gatkamomill och punsch.[27]